# Dubno (miasto)
Dubno (ukr. Дубно) – miasto na Ukrainie, w obwodzie rówieńskim, siedziba rejonu dubieńskiego; do 1945 w Polsce, w województwie wołyńskim, siedziba powiatu dubieńskiego.
Dubno leży nad Ikwą. Około 38 tys. mieszkańców.

## Położenie

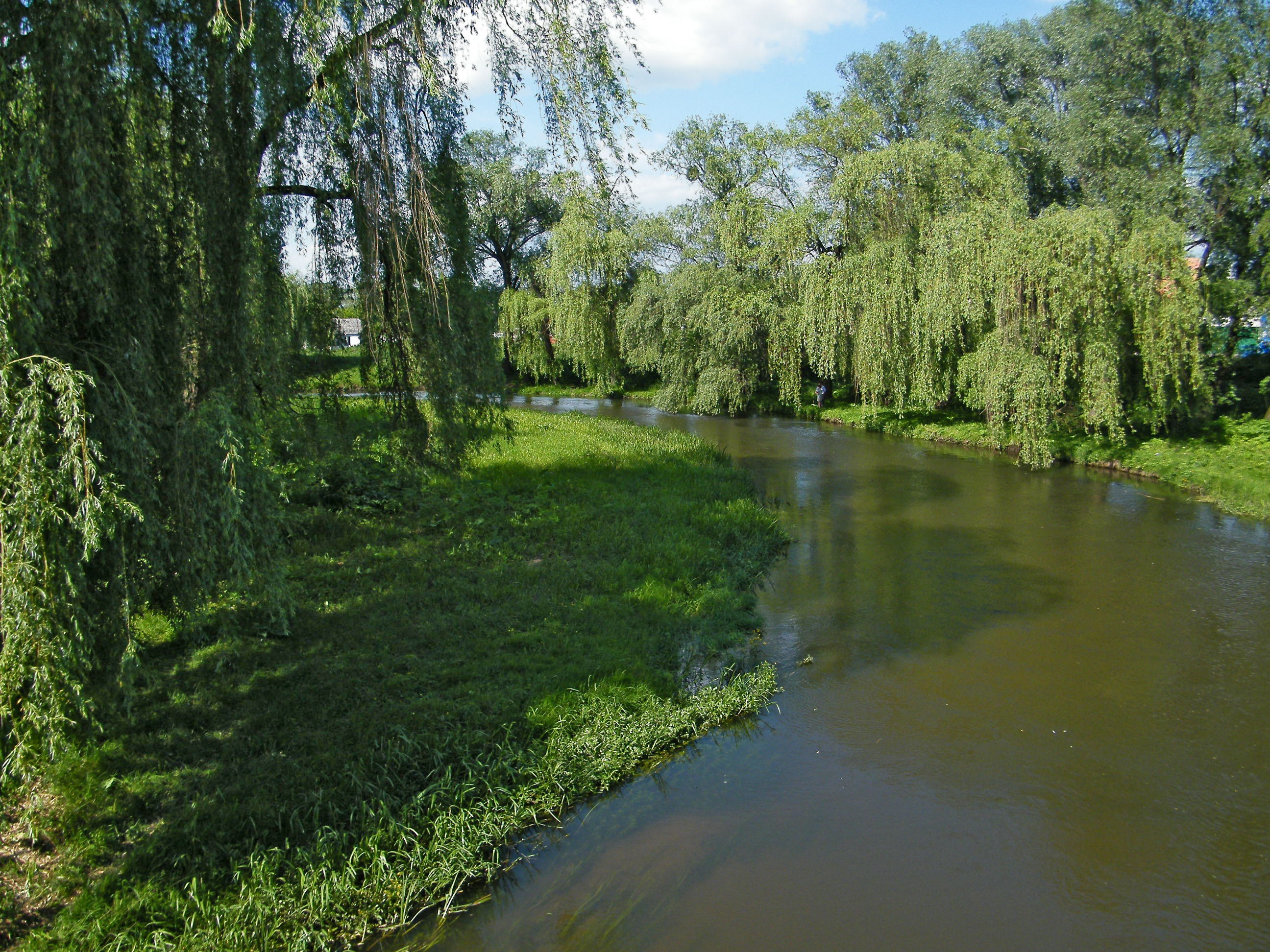
Rzeka Ikwa w Dubnie

Miasto położone jest na Wyżynie Wołyńskiej, nad Ikwą (dorzecze Prypeci). Historycznie leży na Wołyniu. 

## Historia

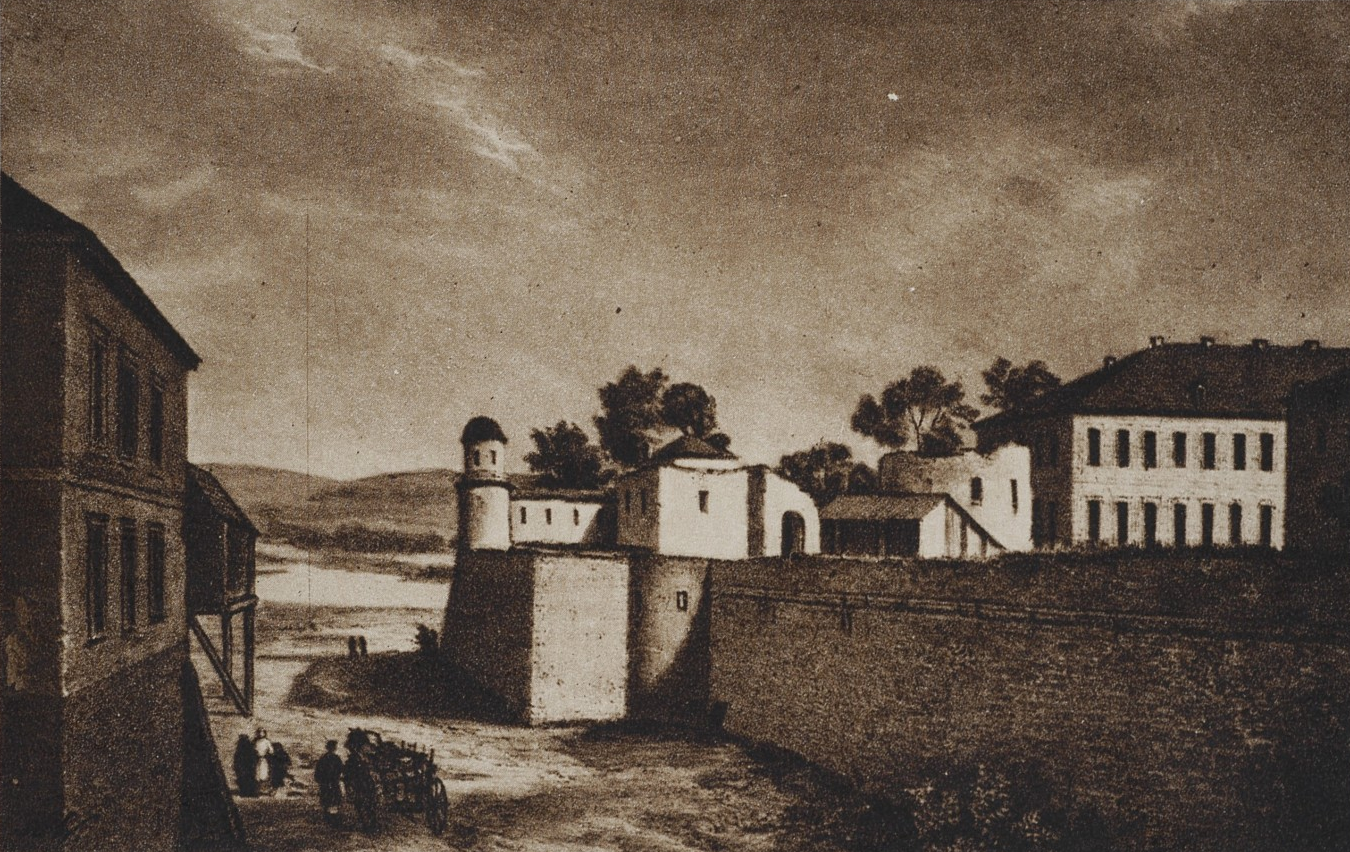
Zamek w XIX w.

Pierwsza wzmianka o Dubnie pochodzi z XI wieku. Właścicielami miejscowości byli Rurykowicze, następnie książęta haliccy. Od 1619 roku dzieliło losy Ordynacji Ostrogskiej. W latach 1489–1506 Konstanty Ostrogski zbudował zamek obronny, przebudowany w nowoczesną twierdzę w pierwszej połowie XVII wieku. W mieście tym stacjonował 13 Regiment Pieszy Ordynacji Ostrogskiej. Prywatne miasto szlacheckie, położone w województwie wołyńskim, w 1739 roku należało wraz z folwarkiem do klucza Dubno Lubomirskich. W latach 1774–1798 odbywały się w mieście kontrakty, przeniesione tu po I rozbiorze ze Lwowa. Pod koniec XVIII wieku Dubno miało więcej mieszkańców niż stołeczny Łuck.

Przedwojenny herb

W II Rzeczypospolitej siedziba powiatu w województwie wołyńskim. W 1937 w Dubnie mieszkało 15,5 tys. mieszkańców, w tym 45% Żydów, 29% Ukraińców i 26% Polaków. W II Rzeczypospolitej, od 1931 w mieście mieściło się Papieskie Seminarium Wschodnie. Dubno było też kresowym garnizonem Wojska Polskiego. Stacjonował tu 43 Pułk Strzelców Legionu Bajończyków i 2 Dywizjon Artylerii Konnej. 
17 listopada 1933 do Dubna włączono z gminy wiejskiej Dubno miejscowości: wieś Surmicze o obszarze 76,30 ha, zaścianek Strakłowszczyzna o obszarze 6,54 ha, uroczysko Pasieka należące do wsi Strakłowa o obszarze 26,30 ha, wieś Zabramie o obszarze 50,68 ha, wieś Zniesienie o obszarze 27,80 ha, park Palestyna, należący do Państwowego Banku Rolnego o obszarze 47,95 ha, wieś Cegielnia o obszarze 8,80 ha, część wsi Wygnanka o obszarze 56 ha, staw Dubieński o obszarze 124,35 ha, grunta klasztoru katolickiego Sióstr Opatrzności Bożej o obszarze 57,12 ha oraz wieś Podborce o obszarze 582,70 ha, włączając je do miasta Dubna w tymże powiecie i województwie.

12 września 1939 r. dowództwo polskie sformowało w mieście improwizowaną Grupę "Dubno", która po agresji ZSRR na Polskę wyruszyła na południe, aby przebić się do Lwowa lub na Węgry. Dubno zostało zajęte przez Armię Czerwoną. 1 października 1939 r. powstał tu jeniecki obóz pracy przymusowej, który istniał do lutego 1941 r. Na początku przebywało w nim ok. 2000 jeńców – szeregowców przywiezionych z Szepietówki. Wśród nich ukrywali się też oficerowie Wojska Polskiego. Miejscem zakwaterowania były zupełnie do tego nieprzygotowane chlewiarnie. W budynkach panował brud, brakowało wody, jeńcy nie kąpali się przez trzy miesiące. W początkowym okresie w obozie panował głód, nie było łóżek, całego zaplecza kuchennego ani pralni. Obóz ogrodzono drutem kolczastym. Miejscowy proboszcz nawoływał do niesienia pomocy materialnej jeńcom. Część wziętych do niewoli pracowała przy ładowaniu radzieckich „zdobyczy wojennych” do wagonów kolejowych. Do ZSRR wywożono sprzęt wojskowy, zapasy żywności, maszyny z fabryk, meble itp. Reszta jeńców pracowała przy budowie drogi. Kto wykonał normę, otrzymywał III kocioł (1 kg chleba, dwudaniowy obiad z mięsem i kolację), a ponadto korzystał z łaźni, otrzymywał koc i robocze ubranie. Ci, którzy nie wykonali normy, dostawali 400 g chleba i trochę rozwodnionej zupy. Wieczorami w obozie odbywały się pogadanki polityczne, podczas których mówiono o osiągnięciach ZSRR. Władze obozowe surowo tępiły przejawy życia religijnego. Po obozie krążyły pogłoski, że w Rumunii istnieje liczna armia polska, czekająca tylko na rozkaz wkroczenia do kraju. Po upadku Francji wielu jeńców Polaków załamało się. Obóz zlikwidowano w lutym 1941 r., jeńców rozlokowano po innych miejscowościach. Tuż po ataku III Rzeszy na ZSRR w czerwcu 1941 NKWD dokonało masakry więźniów przetrzymywanych w miejscowym zamku. Odkrycie ciał zamordowanych wywołało pogrom Żydów obwinianych o wspieranie komunizmu. 
Od 25 czerwca 1941 r. do 1944 r. pod okupacją niemiecką. W tym czasie Niemcy przeprowadzili eksterminację żydowskiej ludności miasta. 2 kwietnia 1942 r. Żydów uwięziono w getcie liczącym, według Żydowskiego Instytutu Historycznego, 12 tysięcy mieszkańców. Getto likwidowano etapami; największe egzekucje miały miejsce 27 maja 1942 (3,8 tys. ofiar), 5 października 1942 (3 tys. ofiar) i 24 października 1942 (ok. 1 tys. ofiar). Zbrodni dokonywało Sicherheitsdienst z Równego przy udziale niemieckiej żandarmerii i ukraińskiej policji.
W 1943 roku do Dubna ewakuowali się polscy uchodźcy z rzezi wołyńskiej. Część z nich z braku utrzymania oraz pod wpływem zarządzeń niemieckich zgłosiła się na roboty przymusowe w III Rzeszy. Od kwietnia 1943 miasta bronił przed UPA 50–100 osobowy posterunek polskiej policji oraz tolerowana przez Niemców samoobrona. 28 lutego 1944 Niemcy ewakuowali polskich mieszkańców Dubna do Brodów, a stamtąd wywieźli do Rzeszy na roboty.

## Zabytki

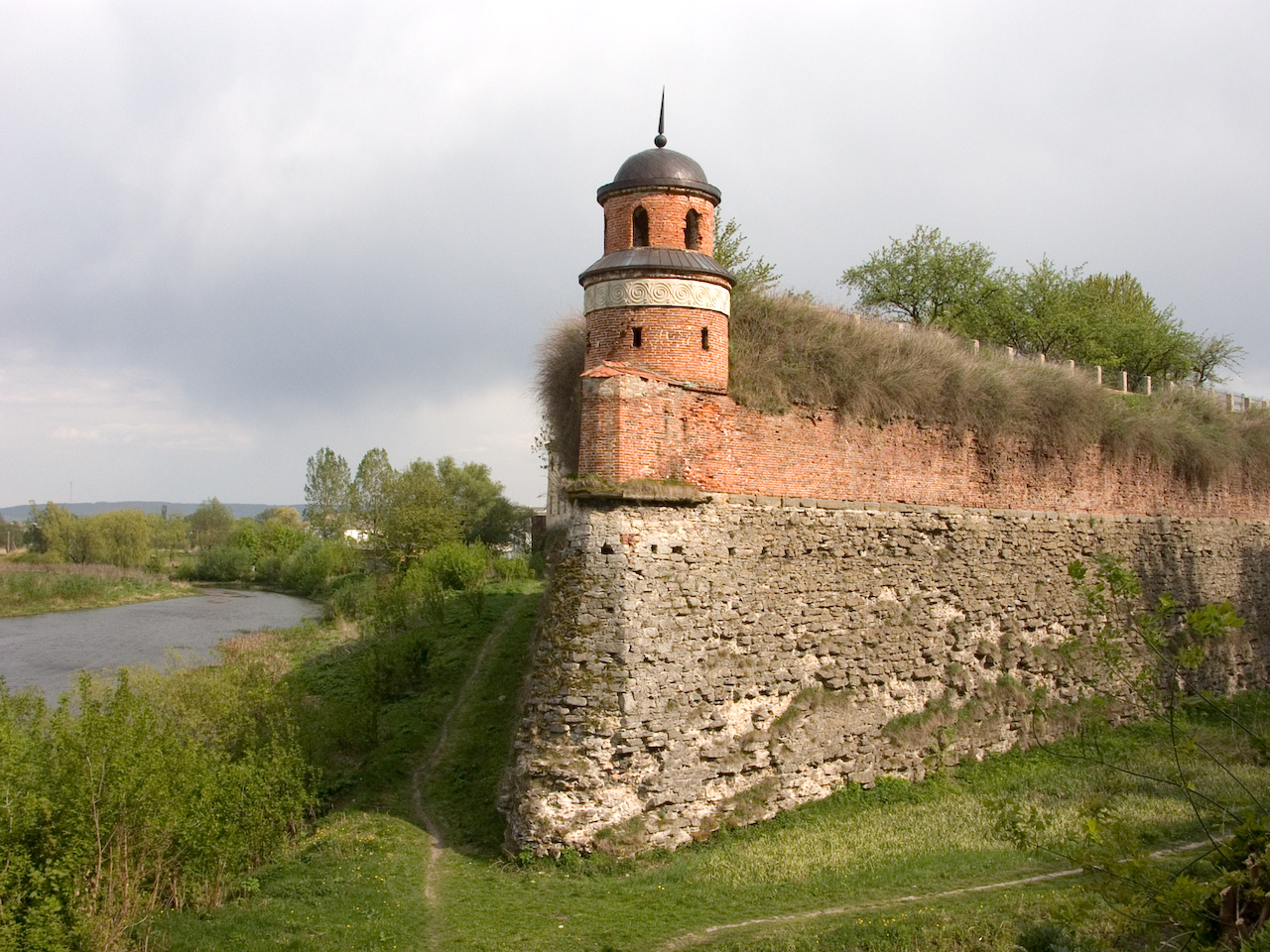
Bastion zamku

- Zamek w Dubnie z bramą z XVI wieku, bastionami z XVII wieku i pałacem Lubomirskich
- Kościół Bernardynów z 1614 pw. Niepokalanego Poczęcia NMP z fragmentami fresków Walentego Żebrowskiego z XVIII wieku (obecnie cerkiew prawosławna)
- Klasztor Bernardynów z 1614-29 roku o charakterze obronnym. Zbudowany na planie litery E. W XIX wieku przebudowany, w związku z czym stracił barokowe cechy stylowe. Skasowany przez władze carskie w 1852 i zamieniony w prawosławny monaster św. Mikołaja[16]. Po I wojnie światowej zwrócony katolikom[17], w latach 1928–1939 katolickie seminarium duchowne. Obecnie (XXI w.) ponownie prawosławny żeński klasztor św. Mikołaja w jurysdykcji eparchii rówieńskiej[16] Kościoła Prawosławnego Ukrainy.
- Brama Łucka – powstała w końcu XV wieku i jest jedyną pozostałością fortyfikacji miejskich. Posiada kształt niewielkiego barbakanu ze ścianami grubości 2 metrów. Na początku XVII w. otrzymała trzecią kondygnację. W 1785 roku zamurowano w niej przejazd i strzelnice.
- Klasztor karmelitanek trzewiczkowych – zbudowany w stylu barokowym w 1686 roku na planie litery L. W 1890 roku zlikwidowany przez Rosjan. W jego zabudowaniach od 2004 mieści się prawosławny żeński monaster św. Barbary należący do Patriarchatu Kijowskiego[18]
- Kościół św. Józefa w stylu barokowym
- kościół parafialny św. Jana Nepomucena z 1817 roku. Po 1959 roku hala sportowa. W 1993 roku zwrócony katolikom.
- Synagoga z 1784 roku.
- cerkiew św. Jerzego z 1709 na przedmieściu Surmicze
- Cerkiew Przemienienia Pańskiego z 1839 roku
- Sobór św. Eliasza z 1907 roku w stylu bizantyńsko-rosyjskim
- Cmentarz katolicki

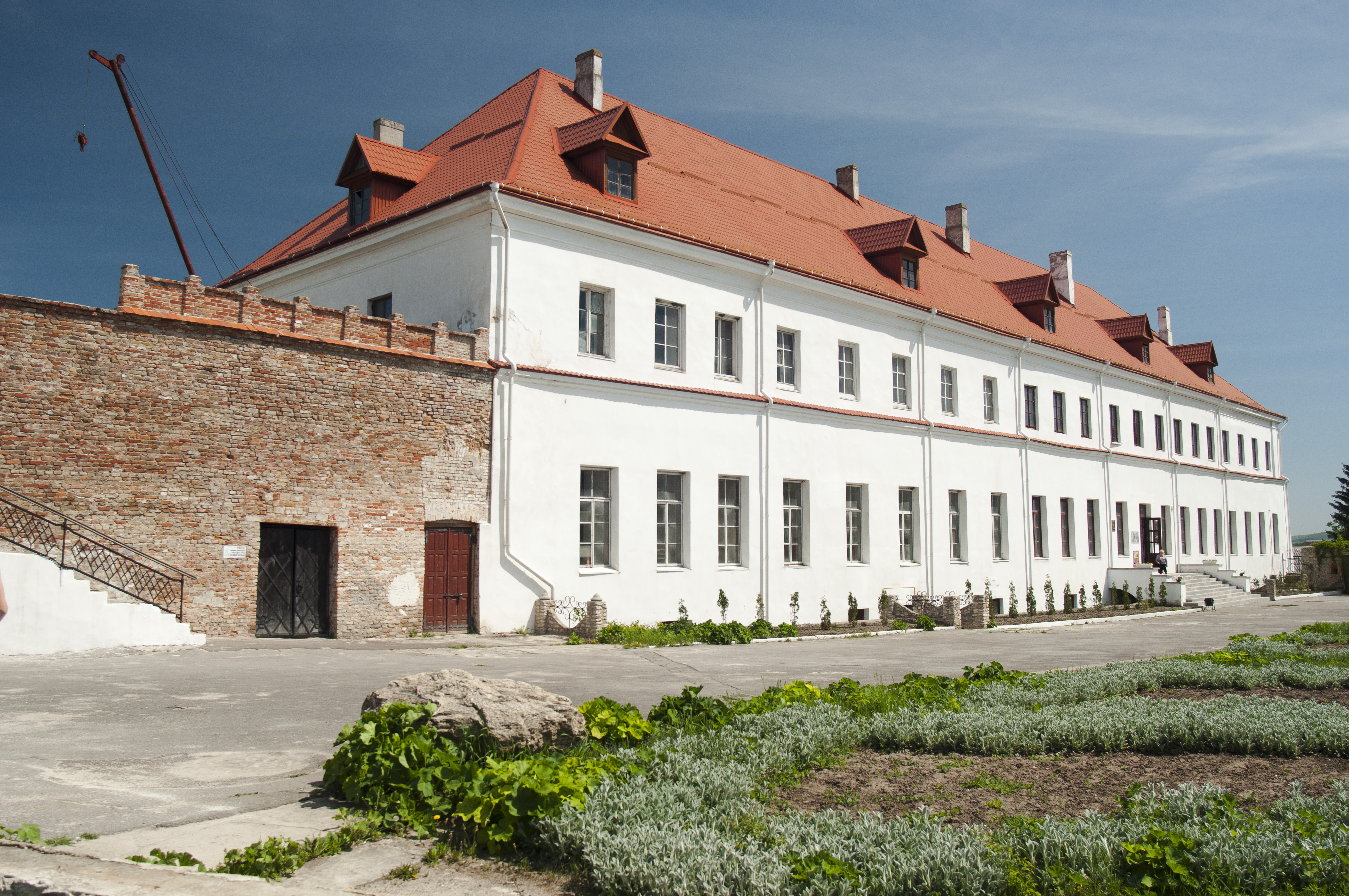
Pałac Lubomirskich
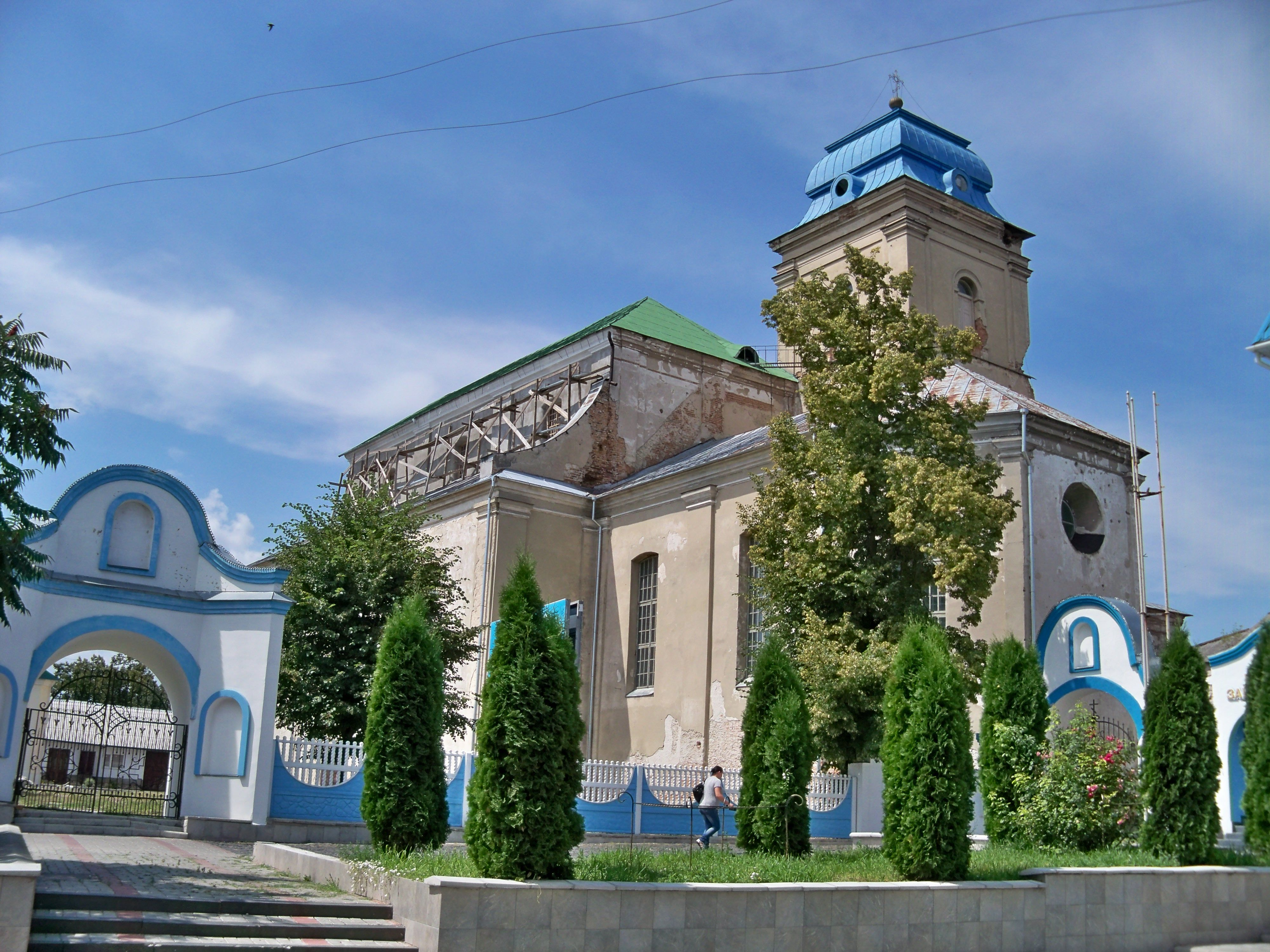
Klasztor bernardynów
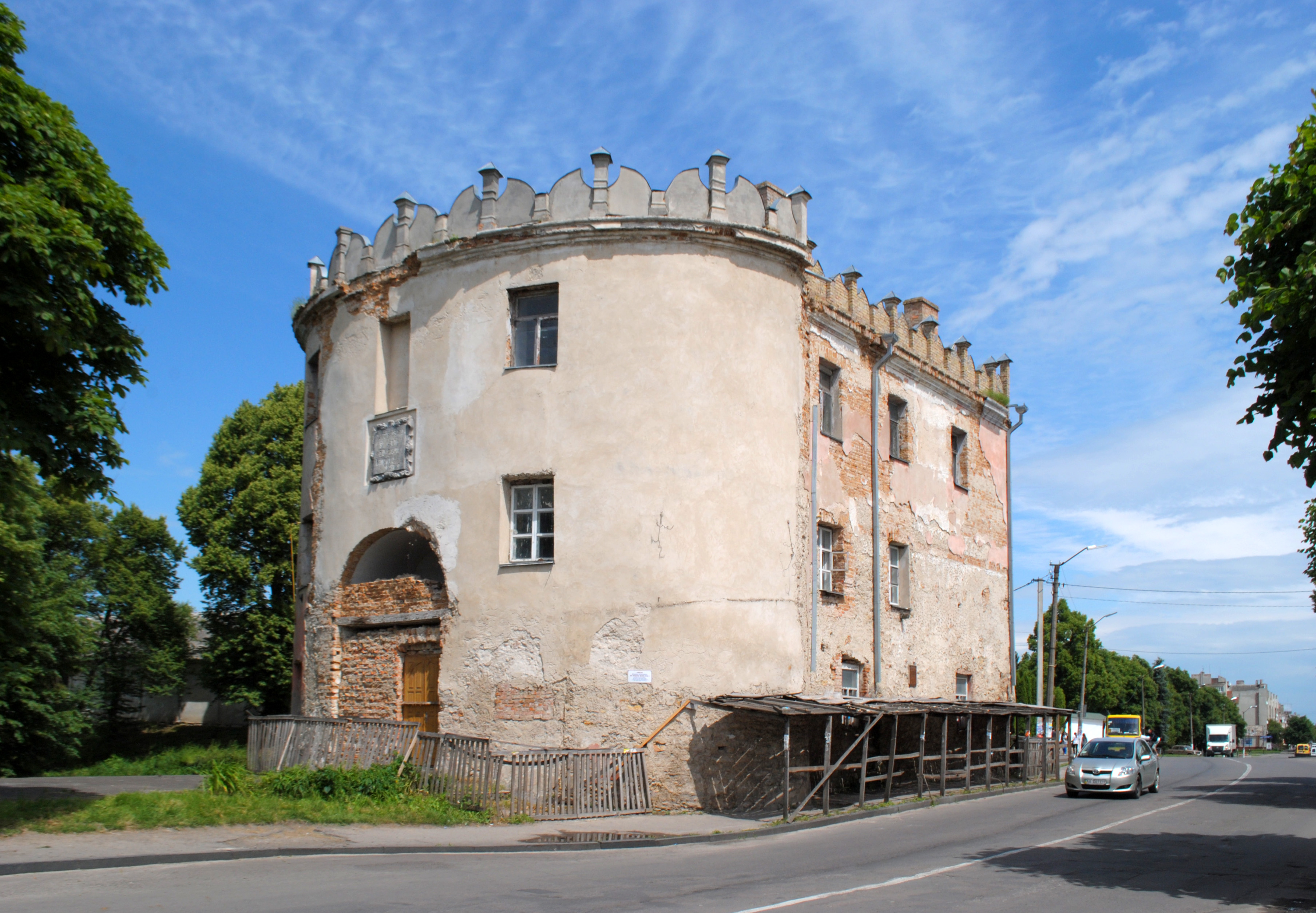
Brama Łucka
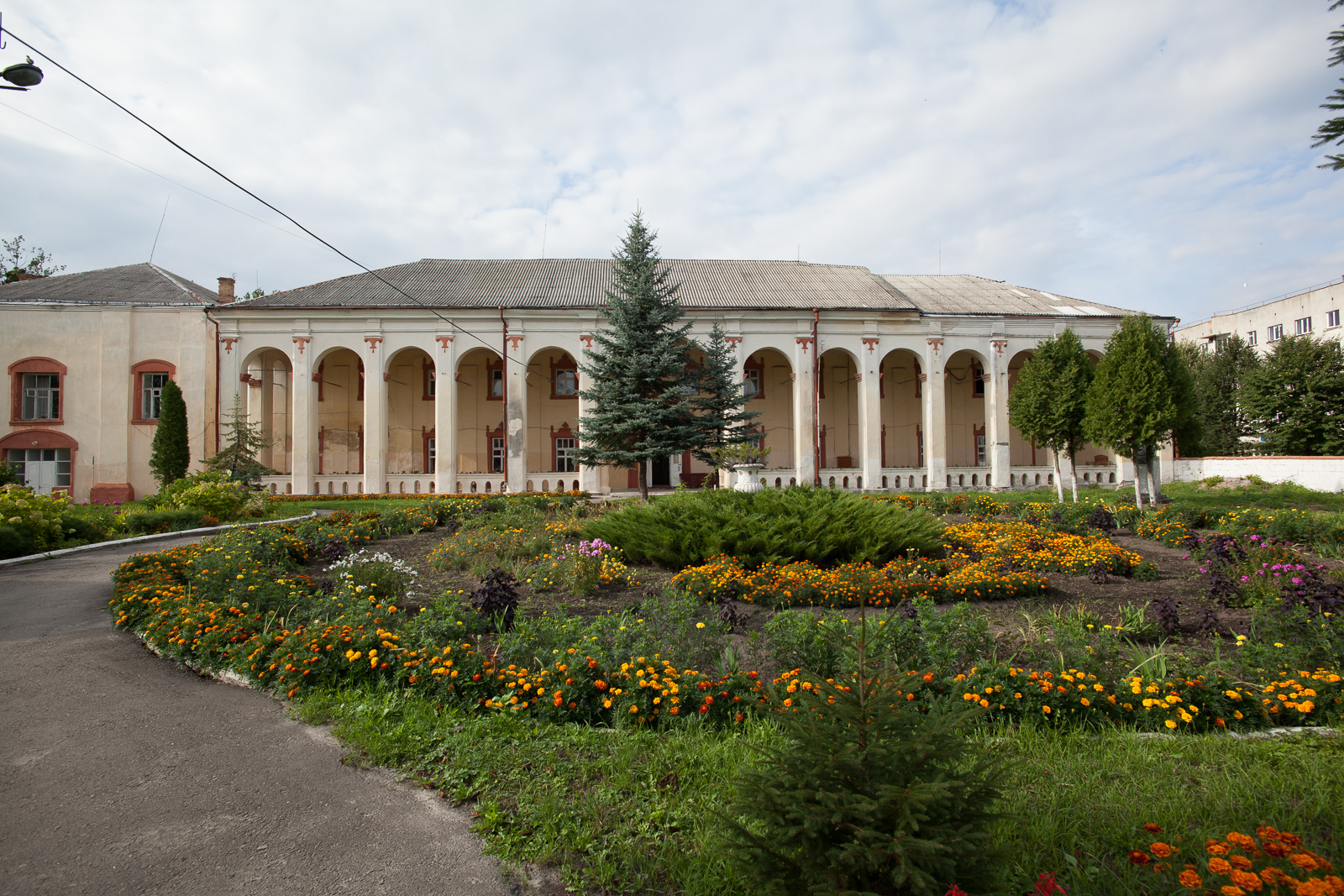
Klasztor karmelitanek
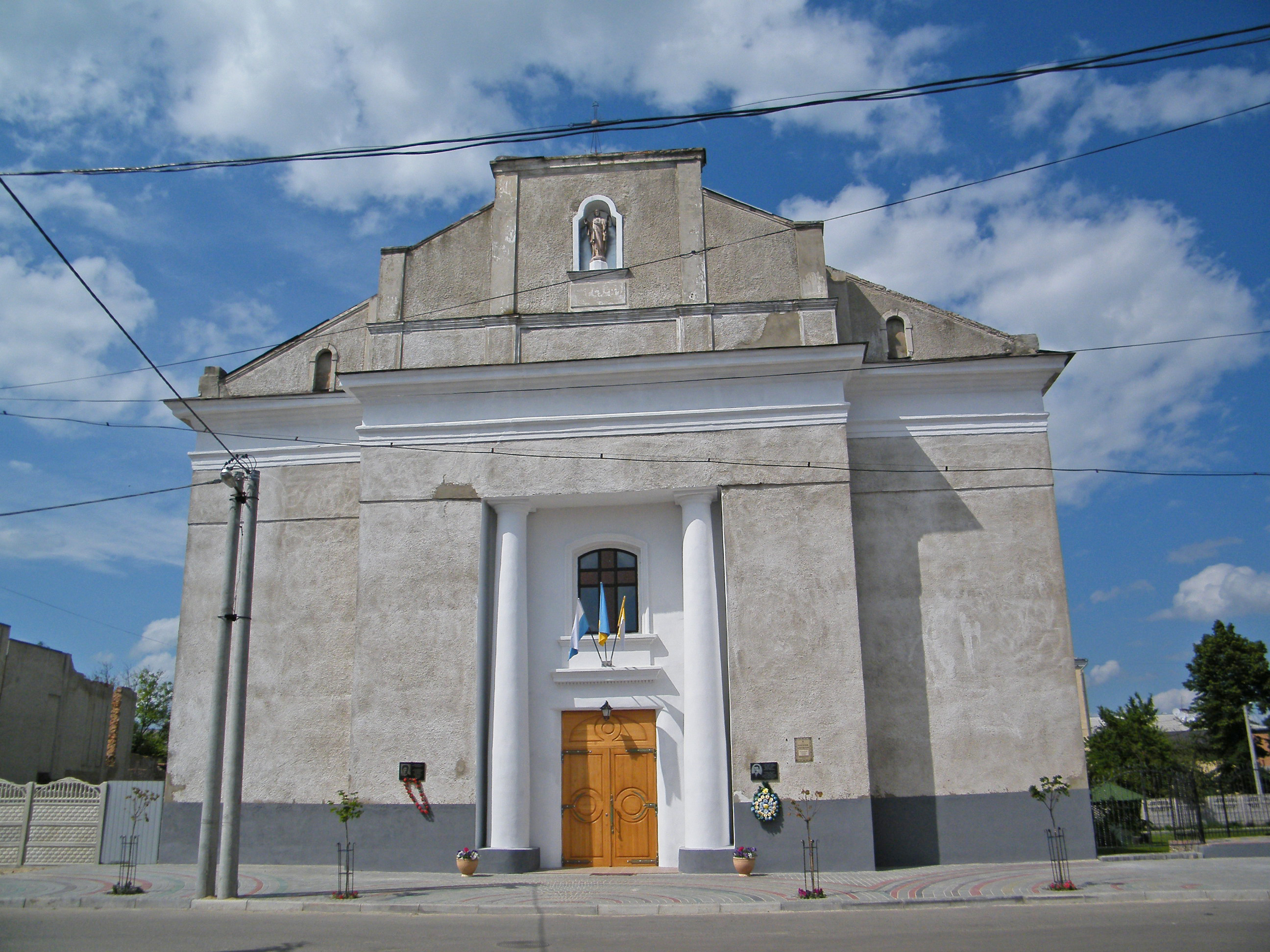
Kościół św. Jana Nepomucena

## Gospodarka
W mieście rozwinął się przemysł spożywczy, dziewiarski oraz metalowy.

## Sport
Przed rokiem 1939 w mieście funkcjonował polski klub piłkarski WKS Dubno.

## Ludzie urodzeni w Dubnie
Zbigniew Okoń (1926-2016) - poeta, pisarz, dokumentalista, autor publikacji o ludobójstwie Polaków na Wołyniu. 

## Ludzie związani z Dubnem

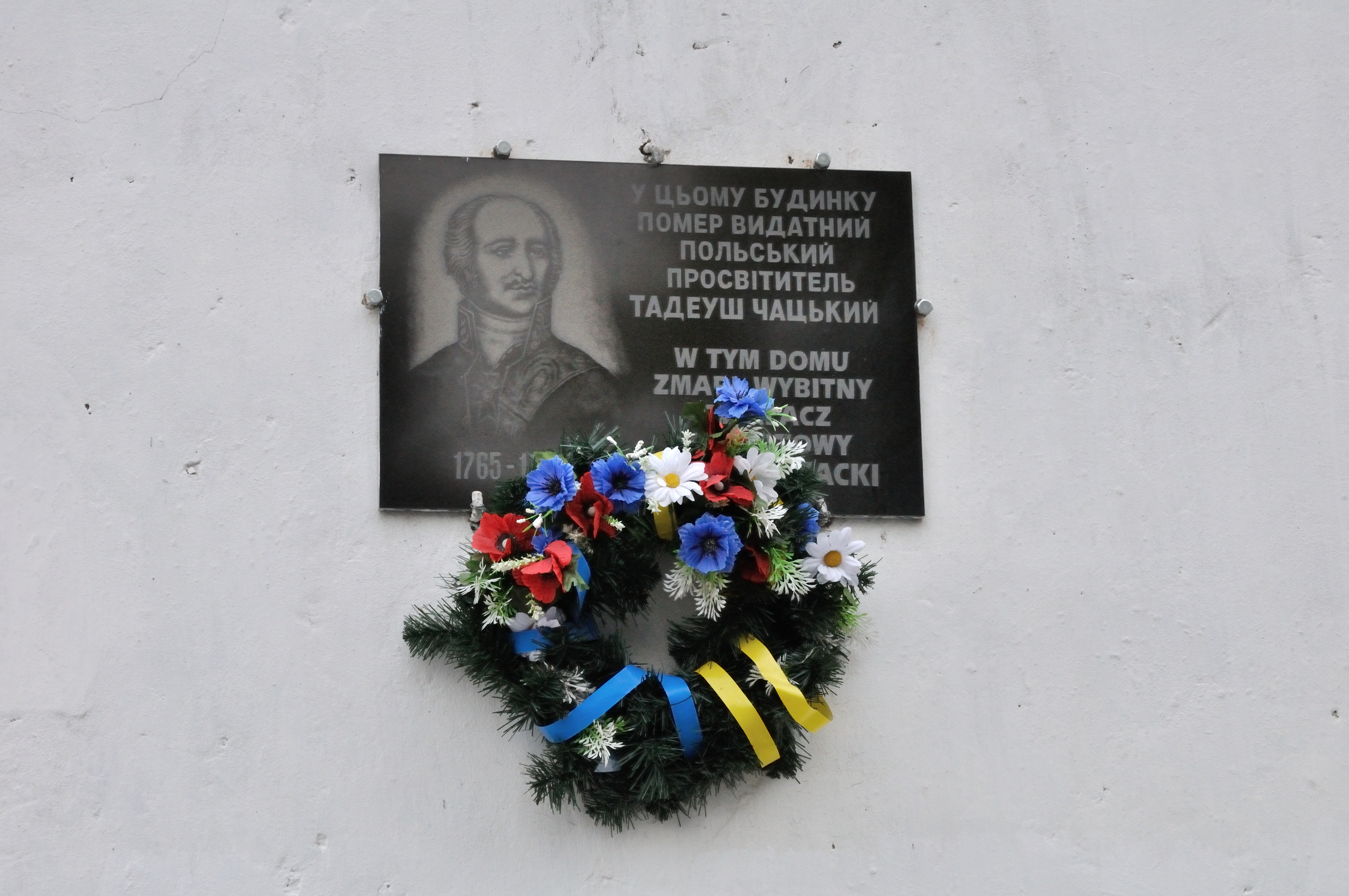
Tablica upamiętniająca Tadeusza Czackiego

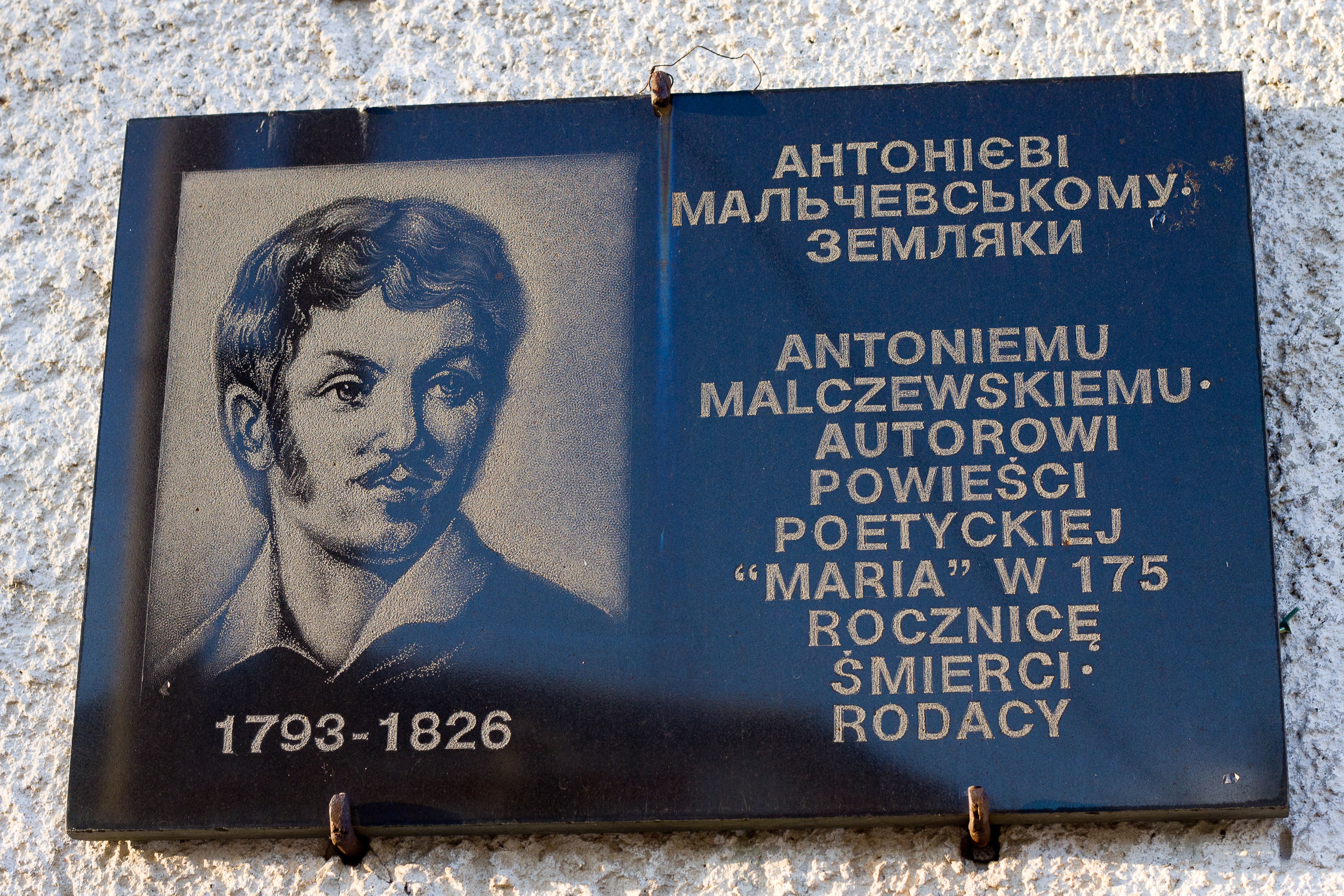
Tablica upamiętniająca Antoniego Malczewskiego

- Tadeusz Czacki – polski działacz oświatowy i gospodarczy, pedagog, historyk, ekonomista, bibliofil, numizmatyk, współtwórca Konstytucji 3 Maja,
- Wacław Hipsz – polski duchowny katolicki, prezbiter diecezji łuckiej,
- Józef Jankielewicz – polski drukarz,
- Jan Chryzostom Kaczkowski – proboszcz w Dubnie, później biskup,
- Antoni Malczewski – polski poeta, prekursor romantyzmu, alpinista.
- Jan Józef Malczewski - generał, targowiczanin; ojciec Antoniego Malczewskiego[21].
- Bogdan Jan Mikułowski – polski geograf turyzmu, urbanista, autor, działacz społeczny.
- Czesław Mystkowski – polski malarz, czynny w koloniach holenderskich w Azji południowo-wschodniej,
- Jan Pohoski – polski działacz niepodległościowy, inżynier architekt, wiceprezydent Warszawy w latach 1934–1939, zamordowany przez Niemców w Palmirach,
- Wiktor Poliszczuk – ukraiński prawnik i politolog, dziennikarz i publicysta, badacz ideologii ukraińskiego nacjonalizmu,
- Ignacy Radliński – polski religioznawca, filolog klasyczny, historyk, krytyk biblijny,
- Feliks Sawicki – polski duchowny katolicki, wieloletni proboszcz w Malborku,
- Stanisław Skalski – polski dowódca wojskowy, generał brygady pilot Wojska Polskiego, as myśliwski okresu II wojny światowej o najwyższej liczbie zestrzeleń wśród polskich pilotów,
- Tamara Wiszniewska – polska przedwojenna aktorka filmowa.

### Sprawiedliwi wśród Narodów Świata(ratujący Żydów w Dubnie)
Na polskiej liście Sprawiedliwych:
- Jan i Katarzyna Czerewaniowie[22][23]
- Maria Frackowiak[24]
- Maria Malska[25]
- Jan i Józefa Wierzbiccy (ukrywali 11 osób)[26]

Na ukraińskiej liście Sprawiedliwych:
- Ołena Dombrowska[27][28] i jej ciotka Tetiana Kołmakowa[29][30]
- Mychajło Jacuk[31][32]
- Tymofij i Marija Rybaczukowie[33][34][35]

## Miasta partnerskie
- Sokołów Podlaski
- Giżycko
- Gniew[potrzebny przypis]